# ديلين (دائرة انتخابية في المملكة المتحدة)
ديلين  (بالإنجليزية: Delyn)‏ هي إحدى الدوائر الانتخابية في المملكة المتحدة الممثلة في مجلس العموم في برلمان المملكة المتحدة.
عضو البرلمان الذي يمثلها حالياً هو :Rt Hon David Hanson (Lab).